# 상호작용 매체
상호작용 매체(相互作用媒體)는 매체와 사용자의 상호작용성을 강조한 것으로 주로 컴퓨터와 관련된 매체를 지칭한다.

## 특징
단순히 정보만을 제공하는 것이 아니라 학습자의 반응을 감지하고 그에 대한 피드백 또는 결과를 제공하며, 상호작용 매체를 통해 사용자의 능력과 상상력을 확대시킬 수 있다.

## 종류
CAI, 멀티미디어 시스템, 상호작용 비디오디스크, 쌍방향 TV, 인터넷 등

## 같이 보기
- 교육공학
- 교수매체

## 참고 문헌
- 노혜란·박선희·최미나, 《교육방법 및 교육공학》, 교육과학사, 2012, 265p
- 박성익·임철일·이재경·최정임, 《교육방법의 교육공학적 이해》, 교육과학사, 2013, 279p